# Asnelles
Asnelles település Franciaországban, Calvados megyében. Lakosainak száma 641 fő (2022. január 1.). Asnelles Meuvaines és Saint-Côme-de-Fresné községekkel határos.

## Népesség
A település népességének változása:
| Lakosok száma | 267  | 334  | 478  | 589  | 587  | 597  | 595  | 584  | 603  | 641  |
|               | 1968 | 1982 | 1990 | 2006 | 2013 | 2015 | 2017 | 2019 | 2020 | 2022 |